# Antonio "L.A." Reid
Antonio "L.A." Reid (født 7. juni 1956) er en amerikansk sangskriver og pladeproducer. Han er bedst kendt for at have været medgrundlægger af LaFace Records. Han har hjulpet kunstnere som Avril Lavigne, Mariah Carey, Pink, Justin Bieber, Rihanna, Kanye West, Toni Braxton, Kerli, TLC, Usher, Ne-Yo, Rick Ross, Young Jeezy, Ciara, OutKast og Dido til høje salgstal. Han har vundet tre Grammyer.